# Omaka familjer
Omaka familjer (portugisiska: Família, Pero No Mucho) är en brasiliansk  dramafilm som hade premiär på Netflix den 18 juli 2025. Filmen är regisserad av Felipe Joffily efter ett manus skrivet av Leandro Soares.

## Handling
Filmen handlar om en brasiliansk pappa som får något att bita i när han träffar sin dotters argentinska svärföräldrar.

## Rollista (i urval)
- Leandro Hassum
- Simon Hempe
- Gabriel Goity